# 维多利亚·西尼齐娜
维多利亚·亚历山德罗芙娜·西尼齐娜（俄语：Виктория Александровна Синицина，1995年4月29日—）生于莫斯科，是一名俄罗斯女子花样滑冰运动员，主攻冰舞。她的父亲和姨母都是前体操选手。她从小经常患上扁桃体炎，为了提高体质，她被父母送去练习滑冰。她在大约10岁时开始接触冰舞。她在国际比赛生涯的第一个搭档是Ruslan Zhiganshin，两人在2014年世锦赛后拆对。不久后，她和尼基塔·卡察拉波夫向俄罗斯花样滑冰联合会申请组成搭档，两人合作至今。2022年代表俄羅斯奧委會出賽北京冬奧花式滑冰團體賽取得金牌，但2024年國際體育仲裁法庭判決俄羅斯女子花式滑冰選手卡米拉·瓦莉娃因服用禁藥被判禁賽4年確定，禁賽自2021年底算起，使得俄羅斯奧委會喪失在2022年北京冬奧贏得的花滑團體賽金牌。